# Lévyclaudite
La lévyclaudite è un minerale appartenente al gruppo della cilindrite.